# Агурские водопады
Агу́рские водопа́ды — каскад водопадов на реке Агура в Хостинском районе города Сочи. Расстояние от берега Чёрного моря — 4 км.
Территория водопадов включена в состав ООПТ Агурские-водопады 26 января 1988 года.

## Водопады
Нижний Агурский водопад представляет собой два каскада: нижний высотой 18 м и верхний — 12 м. Под ним широкий и глубокий бассейн голубой воды. От каньона Чёртова нора до Нижнего водопада ориентировочно 1,5 км. За первым водопадом уходит вверх ряд лестниц и подъёмов выводящих через 500 м к Среднему Агурскому водопаду — 23-метровому, а затем и к Верхнему — 21-метровому водопаду. Вблизи Верхнего водопада слева от тропы высятся скалы, названные Орлиными.
Далее тропа виляет по правому берегу реки до слияния Агуры и её притока Агурчика, где расположена большая поляна, называемая у туристов «Поляной слетов». Для того, чтобы попасть на поляну необходимо перейти Агуру. От первого Агурского водопада до поляны 2,5 км.

## Легенда
Согласно одной из местных легенд, девушка по имени Агура помогала Прометею прикованному к скале. Об этом узнал бог Ахын, охранявший коллегу из Древней Греции и прогневавшись превратил девушку в реку. Вероятно эта легенда была придумана в последние несколько десятилетий, для увеличения туристической привлекательности Агурских водопадов и Орлиных скал.

## Галерея

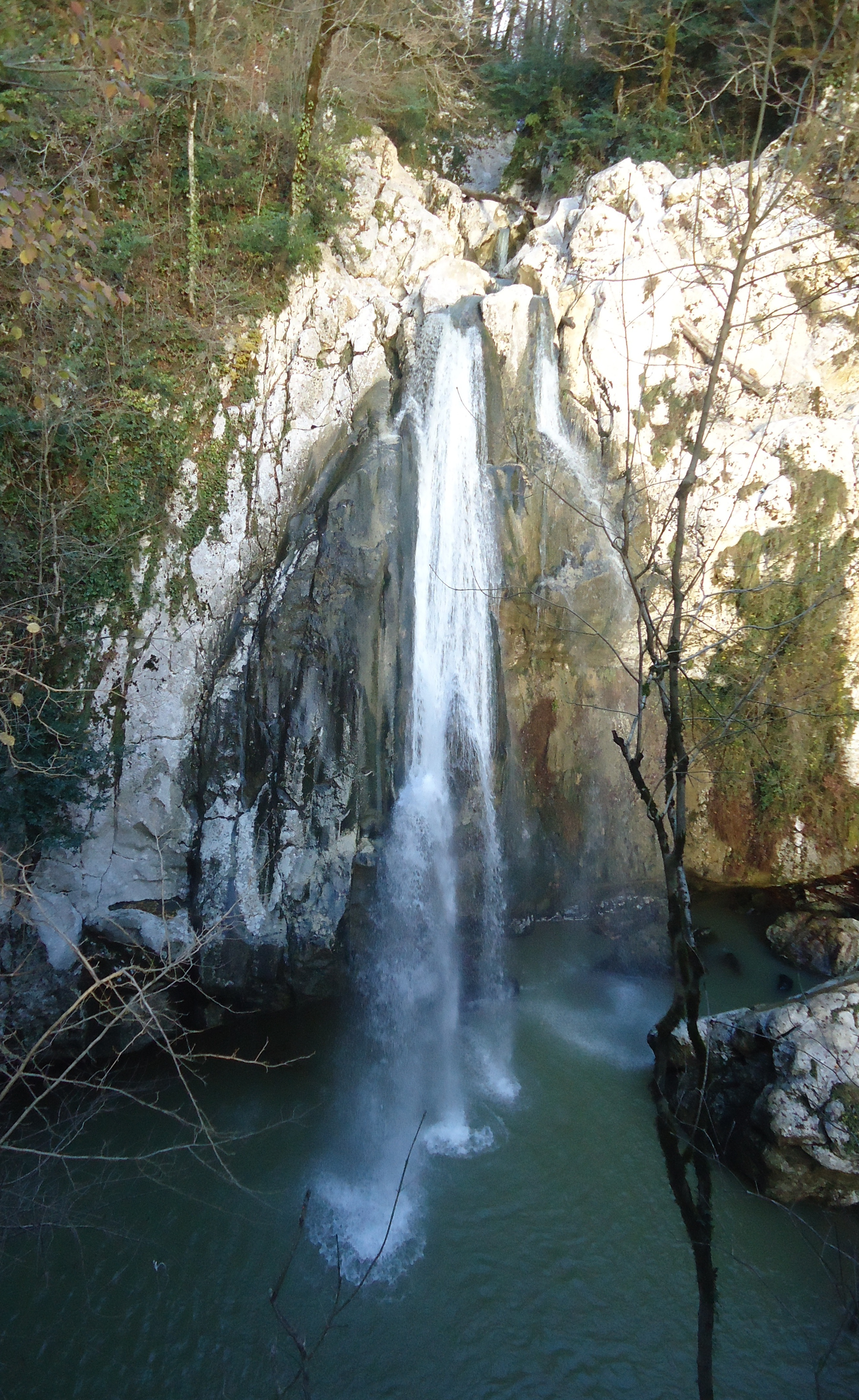
Верхний водопад
Чёртова купель и Чёртова нора
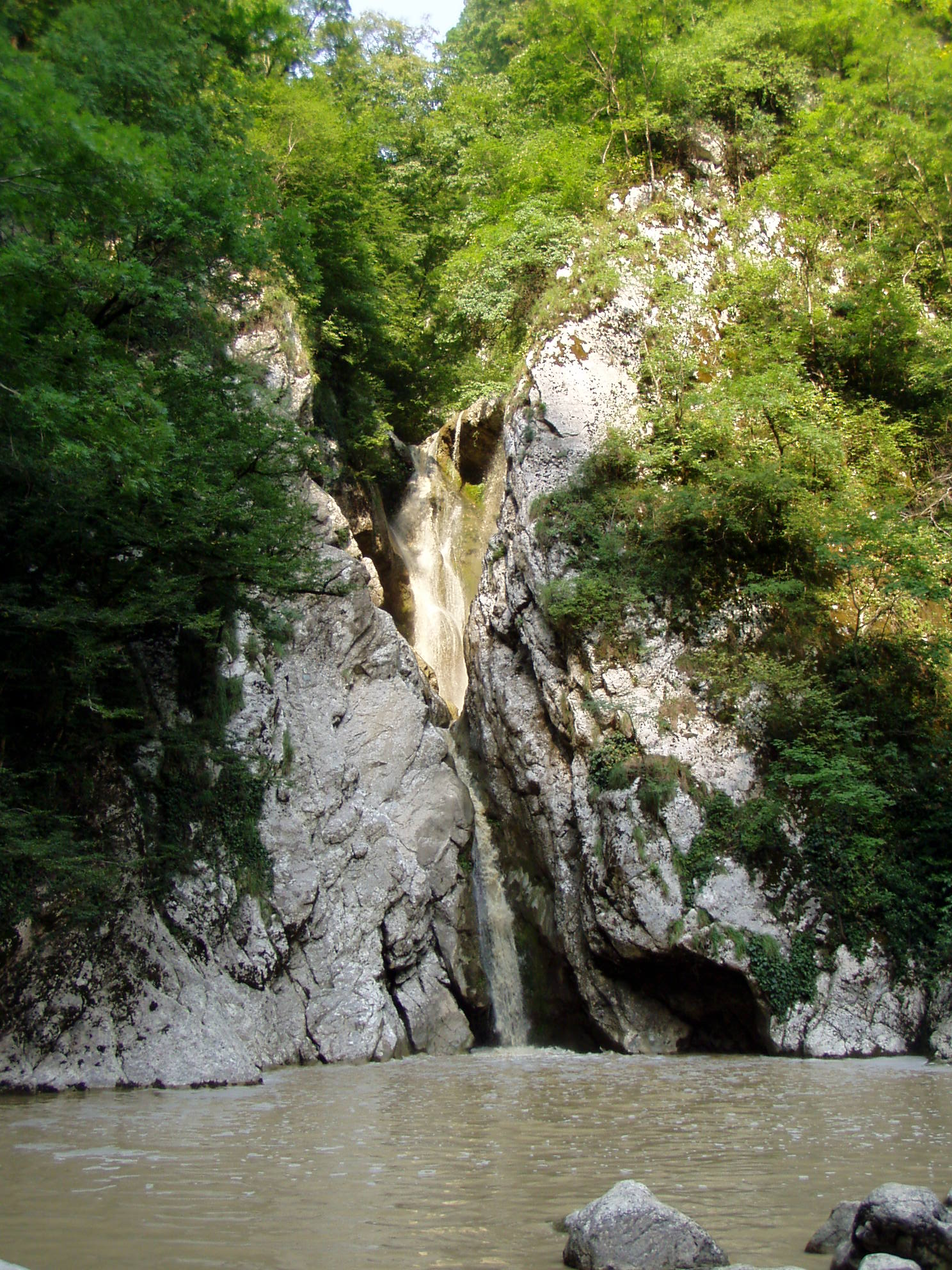
Нижний водопад
- Агурские водопады, видео